# Nino Garajo
Nino Garajo (Bagheria, 1918 – Roma, 5 novembre 1977) è stato un pittore italiano.
Nacque da una famiglia borghese, ma il padre era di lignaggio nobile d'origine spagnola. I nonni della madre a quel tempo vivevano nel Palazzo Villarosa, la sorella del padre nella Villa Palagonia (ovvero "la Villa dei mostri"), entrambe celebri ville di Bagheria.

## Mostre

### Personali
Trento, Palermo, Verona, Roma, Napoli, Frosinone, Cesena, Bagheria.

### Collettive
Bagheria, regionali di Trapani, quasi tutte le sindacali regionali e provinciali di Palermo nell'anteguerra, mostra dei grandi Siciliani al Teatro Massimo, alcune regionali e Biennali venete, Quadriennali romane, Premi Marzotto, Rassegna d'Arti Figurative di Roma e del Lazio, Premio Suzzara, Mostra Ente Zolfi Italiani, Premio Posillipo, Maggio di Bari, l'Arte contro la Mafia, Piccolo Dipinto, Paladino d'oro, Premio Nazionale Provincia di Palermo per il miglior pittore siciliano, Prima Rassegna del Sacro nell'arte contemporanea.

## Hanno scritto della sua pittura
Forse in nessun'altra terra che la Sicilia, in nessun altro paese del mondo se non a Bagheria poteva nascere e crescere un personaggio come Garajo, né da altro luogo egli avrebbe potuto attingere i tesori di bellezza e di umanità che ha trasfuso nella sua opera.»
(Franco Grasso, dal catalogo della mostra antologica a palazzo Rondanini, 1988)
Fra gli altri si ricordano critiche di Maria Accascina, Pino Basile, Virginia Buda, Franco Carbone, Castrense Civello, Enrico Crispolti, Aniceto Del Massa, Giorgio Di Genova, Giacomo Etna, Dora Favatella Lo Cascio, Piero Girace, Franco Grasso, Ugo Guerra, Renato Guttuso, Adolfo Loreti, Corrado Maltese, Sigfrido Maovaz, Dacia Maraini, Elio Mercuri, Gino Pancheri, Giuseppe Pensabene, Romano Pieri, Maria Poma, Pippo Rizzo, Albano Rossi, Giuseppe Servello, Alfredo Schettini, Carlo Tridenti.